# Юссеф Бугуерра
Юссеф Бугуерра (араб. يوسف بوقرة; нар. 28 жовтня 1969) — алжирський борець греко-римського та вільного стилів, дворазовий чемпіон та дворазовий срібний призер чемпіонатів Африки, срібний призер Всеафриканських ігор, учасник двох Олімпійських ігор у змаганнях з греко-римської боротьби.

## Спортивні результати на міжнародних змаганнях

### Виступи на Олімпіадах
| Змагання                    | Збірна | Вагова категорія                 | Місце |
| --------------------------- | ------ | -------------------------------- | ----- |
| Літні Олімпійські ігри 1992 | Алжир  | греко-римська боротьба, до 74 кг | 11    |
| Літні Олімпійські ігри 1996 | Алжир  | греко-римська боротьба, до 74 кг | 16    |

### Виступи на Чемпіонатах Африки
| Змагання                         | Збірна | Вагова категорія                 | Місце  |
| -------------------------------- | ------ | -------------------------------- | ------ |
| Чемпіонат Африки з боротьби 1992 | Алжир  | греко-римська боротьба, до 74 кг | Золото |
| Чемпіонат Африки з боротьби 1993 | Алжир  | греко-римська боротьба, до 74 кг | 5      |
| Чемпіонат Африки з боротьби 1993 | Алжир  | вільна боротьба, до 82 кг        | 4      |
| Чемпіонат Африки з боротьби 1994 | Алжир  | греко-римська боротьба, до 82 кг | Срібло |
| Чемпіонат Африки з боротьби 1996 | Алжир  | греко-римська боротьба, до 74 кг | Золото |
| Чемпіонат Африки з боротьби 1997 | Алжир  | греко-римська боротьба, до 76 кг | Срібло |
| Чемпіонат Африки з боротьби 2004 | Алжир  | греко-римська боротьба, до 84 кг | 5      |

### Виступи на Всеафриканських іграх
| Змагання                 | Збірна | Вагова категорія                 | Місце  |
| ------------------------ | ------ | -------------------------------- | ------ |
| Всеафриканські ігри 1995 | Алжир  | вільна боротьба, до 82 кг        | 9      |
| Всеафриканські ігри 1995 | Алжир  | греко-римська боротьба, до 74 кг | Срібло |